# Distrito de Mansfield
Mansfield es un distrito no metropolitano del condado de Nottinghamshire (Inglaterra). Fue constituido el 1 de abril de 1974 bajo la Ley de Gobierno Local de 1972 como una fusión del antiguo municipio de Mansfield y los distritos urbanos de Mansfield Woodhouse y Warsop.

## Geografía
Según la Oficina Nacional de Estadística británica, Mansfield tiene una superficie de 76,72 km².

## Demografía
Según el censo de 2001, Mansfield tenía 98 181 habitantes (48,65% varones, 51,35% mujeres) y una densidad de población de 1279,73 hab/km². El 20,61% eran menores de 16 años, el 71,82% tenían entre 16 y 74, y el 7,57% eran mayores de 74. La media de edad era de 39 años. 
Según su grupo étnico, el 98,33% de los habitantes eran blancos, el 0,57% mestizos, el 0,63% asiáticos, el 0,25% negros, el 0,15% chinos, y el 0,07% de cualquier otro. La mayor parte (97,3%) eran originarios del Reino Unido. El resto de países europeos englobaban al 1,53% de la población, mientras que el 0,22% había nacido en África, el 0,65% en Asia, el 0,2% en América del Norte, el 0,02% en América del Sur, el 0,06% en Oceanía, y el 0,01% en cualquier otro lugar. El cristianismo era profesado por el 76,03%, el budismo por el 0,1%, el hinduismo por el 0,22%, el judaísmo por el 0,01%, el islam por el 0,25%, el sijismo por el 0,17%, y cualquier otra religión por el 0,15%. El 15,23% no eran religiosos y el 7,82% no marcaron ninguna opción en el censo.
El 41,16% de los habitantes estaban solteros, el 42,43% casados, el 2,13% separados, el 7,22% divorciados y el 7,06% viudos. Había 41 601 hogares con residentes, de los cuales el 28,31% estaban habitados por una sola persona, el 11,12% por padres solteros con o sin hijos dependientes, el 58,99% por parejas (49,35% casadas, 9,64% sin casar) con o sin hijos dependientes, y el 1,57% por múltiples personas. Además, había 2286 hogares sin ocupar y 66 eran alojamientos vacacionales o segundas residencias.